# Eva-Maria Fitze

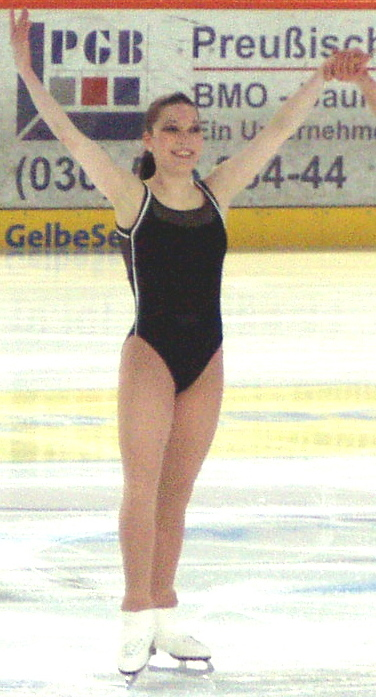
Eva-Maria Fitze am Ende ihrer Kurzkür bei den Deutschen Meisterschaften 2006

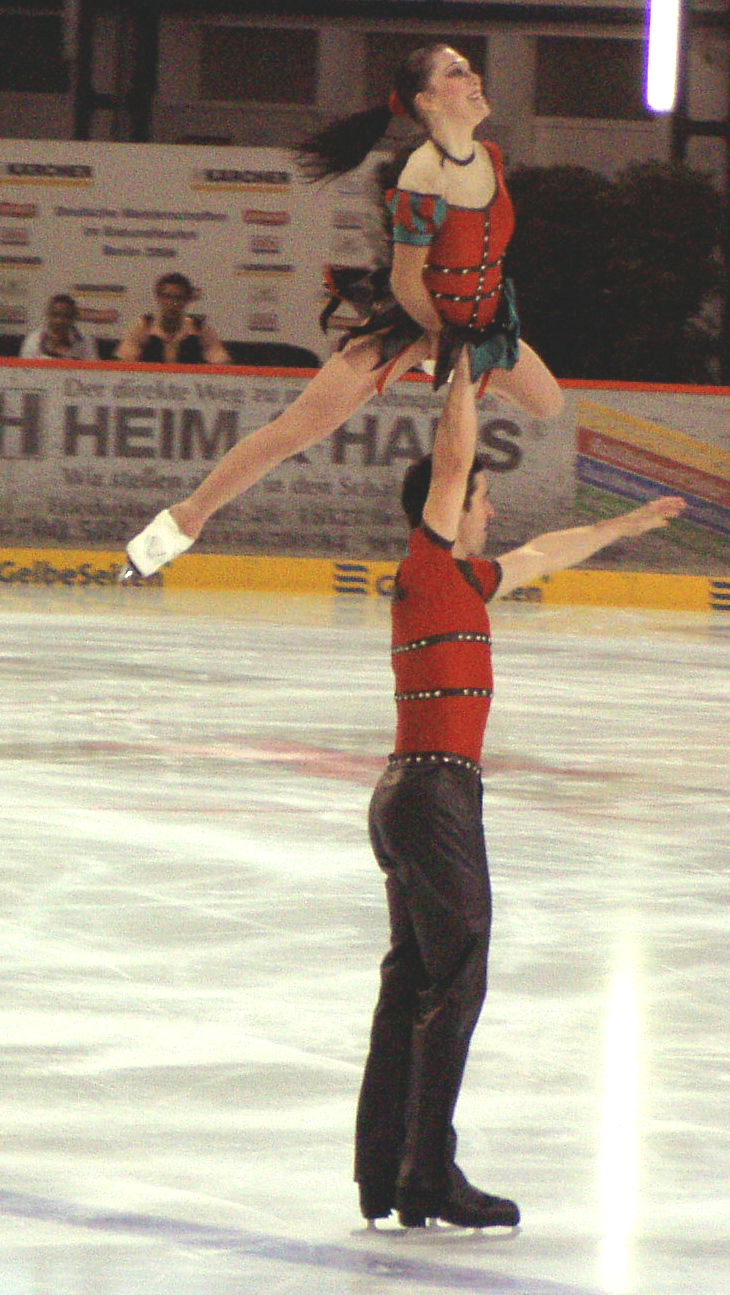
Eva-Maria Fitze und Rico Rex bei ihrer Kür bei den Deutschen Meisterschaften 2006

Eva-Maria Fitze (* 10. Mai 1982 in Dachau) ist eine ehemalige deutsche Eiskunstläuferin, die im Einzellauf und im Paarlauf startete.

## Biografie
Eva-Maria Fitze begann im Alter von sieben Jahren beim ERC München als Einzelläuferin. Im Jahr 1997 gewann die damals 14-Jährige mit ihrer Trainerin Karin Gaiser in Abwesenheit der erkrankten Tanja Szewczenko die deutschen Meisterschaften und wurde damit die bis dahin jüngste nationale Titelträgerin. In derselben Saison errang sie ihren größten Erfolg als Einzelläuferin mit dem siebten Platz bei den Europameisterschaften. Dennoch wurde sie 1998 vom nationalen Verband nicht für die Olympischen Winterspiele von Nagano nominiert.
Eva-Maria Fitze erkrankte in der Folge an Bulimie. Die Krankheit verlief so schwer, dass sie sich 1999 ganz vom Eiskunstlaufen zurückzog und einer mehrmonatigen Therapie in einer betreuten Wohngemeinschaft unterziehen musste. Fitze machte ihre Erkrankung öffentlich und löste damit eine Diskussion über die gesundheitlichen Risiken von Essstörungen bei Leistungssportlern aus.
Nach überstandener Krankheit versuchte Eva-Maria Fitze ab September 2000 unter den Trainerinnen Steffi Ruttkies und Karin Stephan in München ein Comeback als Einzelläuferin, konnte sich aber in der folgenden olympischen Saison nicht für die Winterspiele von Salt Lake City qualifizieren.
Fitze wechselte daraufhin zum Paarlaufen nach Chemnitz zu ihrem Partner Rico Rex, mit dem sie 2003 auf Anhieb ihren ersten deutschen Paarlauftitel holte. Das Paar wurde bis Dezember 2005 von Ingo Steuer trainiert, danach von Monika Scheibe. Fitze/Rex beendeten nach dem 15. Platz bei den Olympischen Winterspielen 2006 in Turin ihre Eislaufkarriere.
Eva-Maria Fitze ist eine der wenigen deutschen Eiskunstläuferinnen, die sowohl im Einzel- als auch im Paarlauf einen nationalen Titel erringen konnten. Dies schafften vor ihr nur Maxi Herber und in der DDR Heidemarie Steiner. Sie war Sportsoldatin der Bundeswehr.
Eva-Maria Fitze lief 2006/2007 (Navigator of the Seas) sowie 2011/2012 (Freedom of the Seas) für
Royal Caribbean International erfolgreich Eisshows.
Fitze absolvierte 2007 eine Ausbildung zur Sport und Fitnesskauffrau. Bis 2011 bildete Fitze sich im Bereich Fitness, Wellness und alternative Medizin auf einer Heilpraktikerschule weiter. Die zusätzliche Begeisterung zur Hotellerie entstand über Nebentätigkeiten im Explorations- sowie Guestrelationsbereich der Freedom of the Seas (Royal Caribbean International), infolgedessen betätigte sich Fitze zunächst als Spa-Rezeptionistin in einem Fünfsternehotel in München.
Von 2013 bis 2014 unterstützte Eva-Maria Fitze im Robinson Club Agadir als Group-Fitness Trainerin das WellFit-Team. Von 2014 bis 2015 leitete Fitze den WellFitbereich als Fachleitung WellFit. Seit 2015 ist Eva-Maria Fitze Group-Fitness Trainerin im Robinson WellFit in Rosenheim. In der Sommersaison unterstützt Fitze als Personaltrainer und Group-Fitnesstrainerin den Robinson Club Nobilis.
Eva-Maria Fitze arbeitet zurzeit als Personaltrainer und Mentalcoach.

## Erfolge/Ergebnisse
| Wettbewerb/Wintersaison  | 1993/94 | 1994/95 | 1995/96 | 1996/97 | 1997/98 | 1998/99 | 1999/00 | 2000/01 | 2001/02 | 2002/03 | 2003/04 | 2004/05 | 2005/06 |
| ------------------------ | ------- | ------- | ------- | ------- | ------- | ------- | ------- | ------- | ------- | ------- | ------- | ------- | ------- |
| Olympische Winterspiele  | –       |         |         |         | –       |         |         |         | –       |         |         |         | 15*     |
| Weltmeisterschaften      | –       | –       | –       | 10      | –       | 21      | –       | –       | –       | 15*     | 12*     | –       | –       |
| Europameisterschaften    | –       | –       | –       | 7       | –       | 12      | –       | –       | –       | 9*      | 7*      | –       | 7*      |
| Deutsche Meisterschaften | 1 J     | 6       | WD      | 1       | 2       | 1       | –       | 5       | 3       | 1*      | 2*      | 3*      | 3*      |
| NHK Trophy               | –       | –       | –       | –       | –       | 7       | –       | –       | –       | –       | –       | 8*      | –       |
| Cup of China             |         |         |         |         |         |         |         |         |         |         | –       | 6*      | –       |
| Cup of Russia            | –       | –       | –       | –       | –       | –       | –       | –       | –       | –       | –       | –       | 9*      |
| Tropheé Lalique          | –       | –       | –       | –       | 8       | –       | –       | –       | –       | 8*      | –       | –       | –       |
| Sparkassen Cup           | –       | –       | –       | –       | 8       | 8       | –       | –       | –       | 7*      |         |         |         |
| Nebelhorn Trophy         | –       | –       | 11      | 1       | –       | –       | 7       | –       | –       | 4*      | KP 9*   | –       | –       |

Legende: * Paarlauf mit Rico Rex; J = Junioren; KP = Platzierung nach Kurzprogramm; WD = zurückgezogen